# Thecla cygnus
Thecla cygnus är en fjärilsart som beskrevs av Edwards 1871. Thecla cygnus ingår i släktet Thecla och familjen juvelvingar. Inga underarter finns listade i Catalogue of Life.